# Deutsche Meisterschaften in der Nordischen Kombination 2007

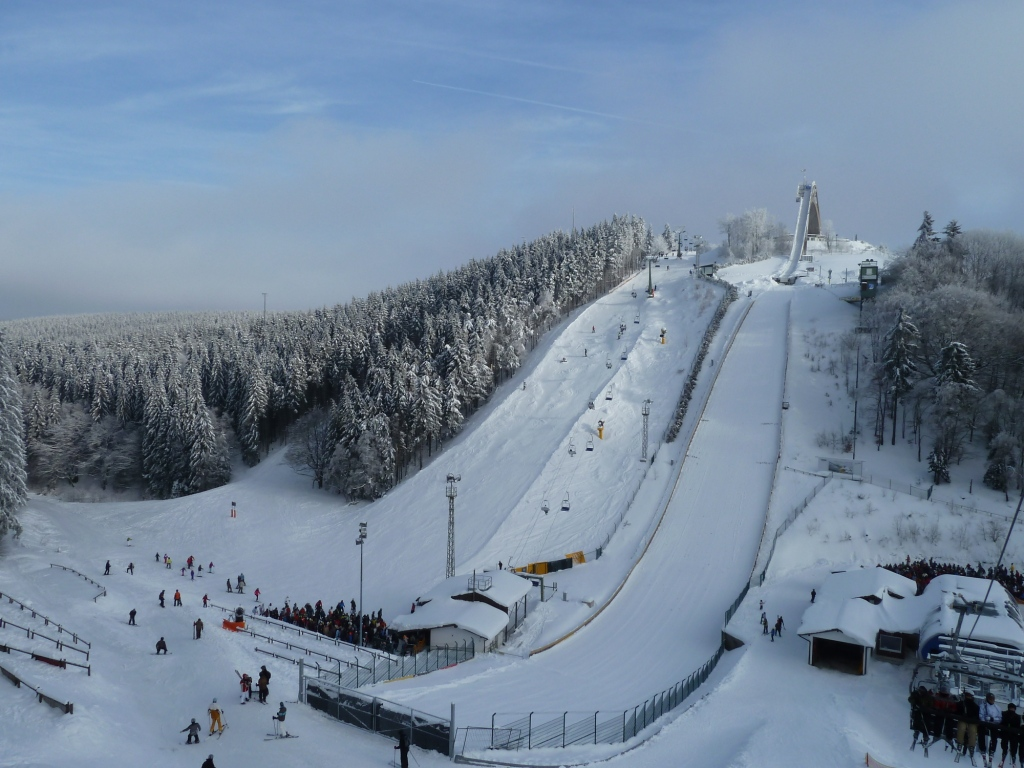
St.-Georg-Schanze in Winterberg

Die Deutschen Meisterschaften in der Nordischen Kombination 2007 fanden am 27. und 28. Juli 2007 im nordrhein-westfälischen Winterberg statt. Der Veranstalter war der Deutsche Skiverband, während der Westdeutsche Skiverband für die Durchführung zuständig war. Die Wettkampfanlagen war die mit Matten belegte St.-Georg-Schanze sowie eine Laufstrecke in Winterberg. Es fand ein Gundersen-Wettkampf sowie ein Sprint von der Normalschanze statt. Zeitgleich wurden in Winterberg die Skisprung-Meisterschaften ausgetragen.
Der Thüringer Christian Beetz wurde Deutscher Meister im Sprint, während Georg Hettich einen Tag später den Einzelwettkampf gewinnen konnte. Rennleiter der Meisterschaften war Abel Günther, Bundestrainer war Hermann Weinbuch.

## Ergebnisse

### Sprint (HS 87/7,5km)
Der Sprint fand am 27. Juli statt. Es nahmen 41 Athleten teil, von denen alle in die Wertung kamen.
| Platz | Name             | Verein                         | Sprungpunkte | Laufzeit | Rückstand |
| ----- | ---------------- | ------------------------------ | ------------ | -------- | --------- |
| 01.   | Christian Beetz  | SV Biberau, TSV                | 106,5        | 18:36,1  |           |
| 02.   | Steffen Tepel    | SK Winterberg, WSV             | 108,5        | 18:44,6  | +0:00,5   |
| 03.   | Andreas Günter   | SV Baiersbronn, SBW            | 112,5        | 19:01,5  | +0:01,4   |
| 04.   | Marcel Höhlig    | WSV Oberhof, TSV               | 112,5        | 19:02,0  | +0:01,9   |
| 05.   | Johannes Firn    | WSV Schmiedefeld, TSV          | 112,5        | 19:06,5  | +0:06,4   |
| 06.   | Matthias Menz    | SC Steinbach-Hallenberg, TSV   | 116,0        | 19:27,2  | +0:13,1   |
| 07.   | Toni Schlott     | SC Motor Zella-Mehlis, TSV     | 109,5        | 19:01,5  | +0:13,4   |
| 08.   | Georg Hettich    | ST Schonach-Rohrhardsberg, SBW | 108,0        | 19:10,1  | +0:28,0   |
| 09.   | Eric Frenzel     | WSC Oberwiesenthal, SVS        | 119,0        | 19:55,1  | +0:29,0   |
| 10.   | Björn Kircheisen | WSV Johanngeorgenstadt, SVS    | 116,0        | 20:03,7  | +0:49,6   |

### Einzel (HS 87/19km)
Der Einzelwettbewerb fand am 28. Juli 2007 in der Gundersen-Methode (HS 87/19 km) statt. Ursprünglich waren 39 Athleten für den Wettkampf gemeldet, jedoch kamen nur 21 in die Wertung, nachdem ein Kombinierer nicht an den Start ging, fünf aufgegeben haben sowie zwölf überrundet wurden. Andreas Günter zeigte die beste Sprungleistung, während Jens Kaufmann die beste Laufzeit hatte.
| Platz | Name             | Verein                         | Sprungpunkte | Laufzeit | Rückstand |
| ----- | ---------------- | ------------------------------ | ------------ | -------- | --------- |
| 01.   | Georg Hettich    | ST Schonach-Rohrhardsberg, SBW | 222,5        | 36:23,7  |           |
| 02.   | Jens Kaufmann    | SV Baiersbronn, SBW            | 216,0        | 36:02,1  | +0:04,4   |
| 03.   | Marcel Höhlig    | WSV Oberhof, TSV               | 214,0        | 36:06,8  | +0:17,1   |
| 04.   | Christian Beetz  | SV Biberau, TSV                | 214,0        | 36:07,5  | +0:17,8   |
| 05.   | Toni Schlott     | SC Motor Zella-Mehlis, TSV     | 215,0        | 36:14,6  | +0:20,9   |
| 06.   | Andreas Günter   | SV Baiersbronn, SBW            | 227,5        | 37:05,1  | +0:21,4   |
| 07.   | Steffen Tepel    | SK Winterberg, WSV             | 209,5        | 37:01,5  | +1:29,8   |
| 08.   | Björn Kircheisen | WSV Johanngeorgenstadt, SVS    | 206,5        | 36:50,1  | +1:30,4   |
| 09.   | Wolfgang Bösl    | SK Berchtesgaden, BSV          | 214,5        | 37:24,8  | +1:33,1   |
| 10.   | Toni Englert     | WSV Johanngeorgenstadt, SVS    | 201,5        | 36:35,8  | +1:36,1   |